# Agonopterix assimilella
Agonopterix assimilella — вид метеликів родини плоских молей (Depressariidae).

## Поширення

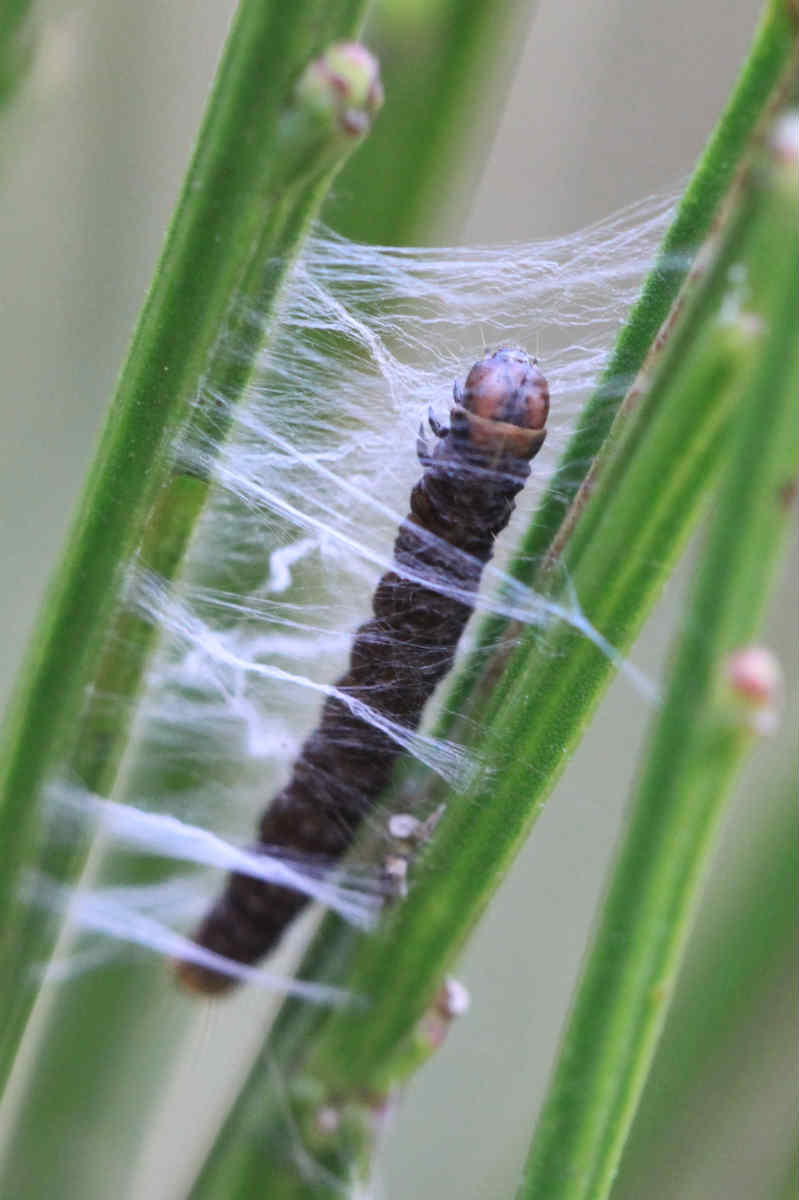
Гусениця

Вид поширений на більшій частині Європи. Присутній у фауні України.

## Опис
Розмах крил становить 15-21 мм. Крила вохристого кольору з візерунком від темно-коричневого до чорного кольору. У стані спокою крила складені плоско і перекриваються. Молі важко відрізнити від суміжних видів, лише за будовою геніталій.

## Спосіб життя
Імаго літають з квітня по червень. Личинки харчуються на жарновці віниковому (Cytisus scoparius). Спочатку вони годуються всередині стебел, але згодом живляться зовні між двома зеленими стеблами, паралельно зшитими. Личинок можна зустріти з жовтня по лютий. Вид зимує в личинковій стадії в межах стебла.